# Пешнигорт
Пешни́горт — село в Кудымкарском районе Пермского края. Входило в состав Степановского сельского поселения. Расположено на реке Иньва на Верхне-Камской возвышенности, в 8 км к юго-западу от города Кудымкар, высота над уровнем моря 189 м. По данным Всероссийской переписи населения 2010 года, в селе проживало 856 человек (414 мужчин и 442 женщины). В селе располагаются средняя школа, детский сад, Дом Детства, почтовое отделение, отделение Сбербанка, фельдшерско-акушерский пункт, Дом культуры, библиотека, Пешнигортская бригада АКХ «Россия».

## История
Первые упоминания о Пешнигорте встречаются в 1647 году, как «деревня Верх Инвы реки на Пешнигорте», на 1834 год население составляло 293 человека. Статус села, Соликамского уезда Пермской губернии, носит с 1896 года, когда была построена Стефановская церковь, 15 (28) сентября 1903 года, в качестве общины, а с 30 апреля (13 мая) 1905 года в полном чине был основан Пешнигортский Стефановский женский общежительный монастырь.
По данным на 1 июля 1963 года, в селе проживало 233 человека. Село было административным центром Пешнигортского сельсовета.